# Antonio Ventura de Prado y Terrín
Fray Antonio Ventura de Prado y Terrín (Còrdova?), clergue trinitari, escriptor espanyol i membre de la Reial Acadèmia Espanyola. Famós predicador i poeta en el seu temps que pel que sembla va néixer a Còrdova, segons es desprèn del pròleg del seu San Rafael Custodio de Córdoba. També va usar el pseudònim de Fray Buenaventura Terrín.
Va ser catedràtic de Teologia de la Universitat de Sevilla, Soci Teòleg de la Reial Societat de Sevilla, Examinador Sinodal de l'arquebisbat de Sevilla, Redemptor General de la província d'Andalusia de l'Orde de la Trinitat, Redempció de Captius, Qualificador de la Inquisició i Predicador del Rei. El 6 de març 1737 va ser admès com a acadèmic supernumerari de la Reial Acadèmia Espanyola i posteriorment va ocupar la butaca D, des de 1743 fins a 1753.
En 1751, al costat d'altres companys de les províncies trinitàries d'Andalusia i Castella, va intervenir en el rescat de 336 captius cristians a Àfrica, arribant a ser Provincial d'Andalusia de la seva ordre i morint el 14 de juny de 1754. Gairebé un segle mitjà després de la seva mort, les obres de Fra Antonio Ventura van ser tingudes en compte en el procés de beatificació del màrtir trinitari Fra Marcos Criado, anomenat “l'Apòstol de les Alpujarras”, proclamat beat en 1899.

## Obres
Les seves principals obres van ser sermons, oracions, declamacions i altres obres de caràcter religiós i apologètic.
- Sermón de San Zoilo, mártir de Córdoba (1715);
- Sermones panegíricos de San Antonio de Padua (1724);
- Declamación funeral que en las exequias Conde de Fernán-Nuñez (1734);
- San Rafael, Custodio de Córdoba (1736);
- El Apóstol de las Alpujarras: Vida, Martirio y Culto de Fr. Marcos Criado (1738);
- El Mercurio cristiano: oración funeral en las exequias del duque de Escalona (1738);
- Panegírico funeral que en la anual memoria del caerdenal Francisco Jiménez de Cisneros (1742);
- Oraciones evangélicas que predicó Fray Antonio Ventura de Prado (1744);
- Oración fúnebre en las exequias que por Felipe V celebró Sanlúcar de Barrameda (1746);
- Acción de gracias, que en la aclamación de Fernando VI consagró a su patrón San Lucas Evangelista la ciudad de Sanlúcar de Barrameda (1746).